# Шейхов Руслан Шамілійович
Руслан Шамілійович Шейхов (нар. 4 червня 1977, Махачкала) — білоруський і таджицький борець вільного стилю, триразовий бронзовий призер чемпіонатів світу, срібний призер чемпіонату Європи, бронзовий призер Кубку світу. Заслужений майстер спорту Республіки Білорусь з вільної боротьби.

## Життєпис
Уродженець Дагестана. Боротьбою почав займатися з 1990 року. На початку своєї спортивної кар'єри виступав за збірну Таджикистана. З 2005 року захищає кольори Білорусі.

## Спортивні результати на міжнародних змаганнях

### Виступи на Олімпіадах
| Змагання                    | Збірна   | Вагова категорія          | Місце |
| --------------------------- | -------- | ------------------------- | ----- |
| Літні Олімпійські ігри 2012 | Білорусь | вільна боротьба, до 96 кг | 17    |

### Виступи на Чемпіонатах світу
| Змагання                        | Збірна   | Вагова категорія          | Місце  |
| ------------------------------- | -------- | ------------------------- | ------ |
| Чемпіонат світу з боротьби 2006 | Білорусь | вільна боротьба, до 96 кг | Бронза |
| Чемпіонат світу з боротьби 2007 | Білорусь | вільна боротьба, до 96 кг | 11     |
| Чемпіонат світу з боротьби 2009 | Білорусь | вільна боротьба, до 96 кг | 5      |
| Чемпіонат світу з боротьби 2010 | Білорусь | вільна боротьба, до 96 кг | Бронза |
| Чемпіонат світу з боротьби 2011 | Білорусь | вільна боротьба, до 96 кг | Бронза |

### Виступи на Чемпіонатах Європи
| Змагання                         | Збірна   | Вагова категорія           | Місце  |
| -------------------------------- | -------- | -------------------------- | ------ |
| Чемпіонат Європи з боротьби 2006 | Білорусь | вільна боротьба, до 96 кг  | 5      |
| Чемпіонат Європи з боротьби 2007 | Білорусь | вільна боротьба, до 96 кг  | Срібло |
| Чемпіонат Європи з боротьби 2008 | Білорусь | вільна боротьба, до 96 кг  | 5      |
| Чемпіонат Європи з боротьби 2009 | Білорусь | вільна боротьба, до 120 кг | 7      |

### Виступи на Кубках світу
| Змагання                    | Збірна   | Вагова категорія           | Місце  |
| --------------------------- | -------- | -------------------------- | ------ |
| Кубок світу з боротьби 2010 | Білорусь | вільна боротьба, до 120 кг | Бронза |

### Виступи на інших змаганнях
| Змагання                                                         | Збірна      | Вагова категорія           | Місце  |
| ---------------------------------------------------------------- | ----------- | -------------------------- | ------ |
| Олімпійський кваліфікаційний турнір з боротьби 2004 (Братислава) | Таджикистан | вільна боротьба, до 96 кг  | 11     |
| Олімпійський кваліфікаційний турнір з боротьби 2004 (Софія)      | Таджикистан | вільна боротьба, до 96 кг  | 18     |
| Гран-прі Іспанії з боротьби 2012                                 | Білорусь    | вільна боротьба, до 120 кг | 10     |
| Турнір Олександра Медведя 2012                                   | Білорусь    | вільна боротьба, до 120 кг | Золото |